# Niedabyl
Niedabyl – wieś sołecka w Polsce położona w województwie mazowieckim, w powiecie białobrzeskim, w gminie Stromiec.
Administracyjnie skład sołectwa Niedabyl wchodzi także wieś Zachmiel.
Znajduje się w historycznym regionie Zapilicze na południowym Mazowszu.
Wierni Kościoła rzymskokatolickiego należą do parafii św. Jana Chrzciciela w Stromcu.

## Historia

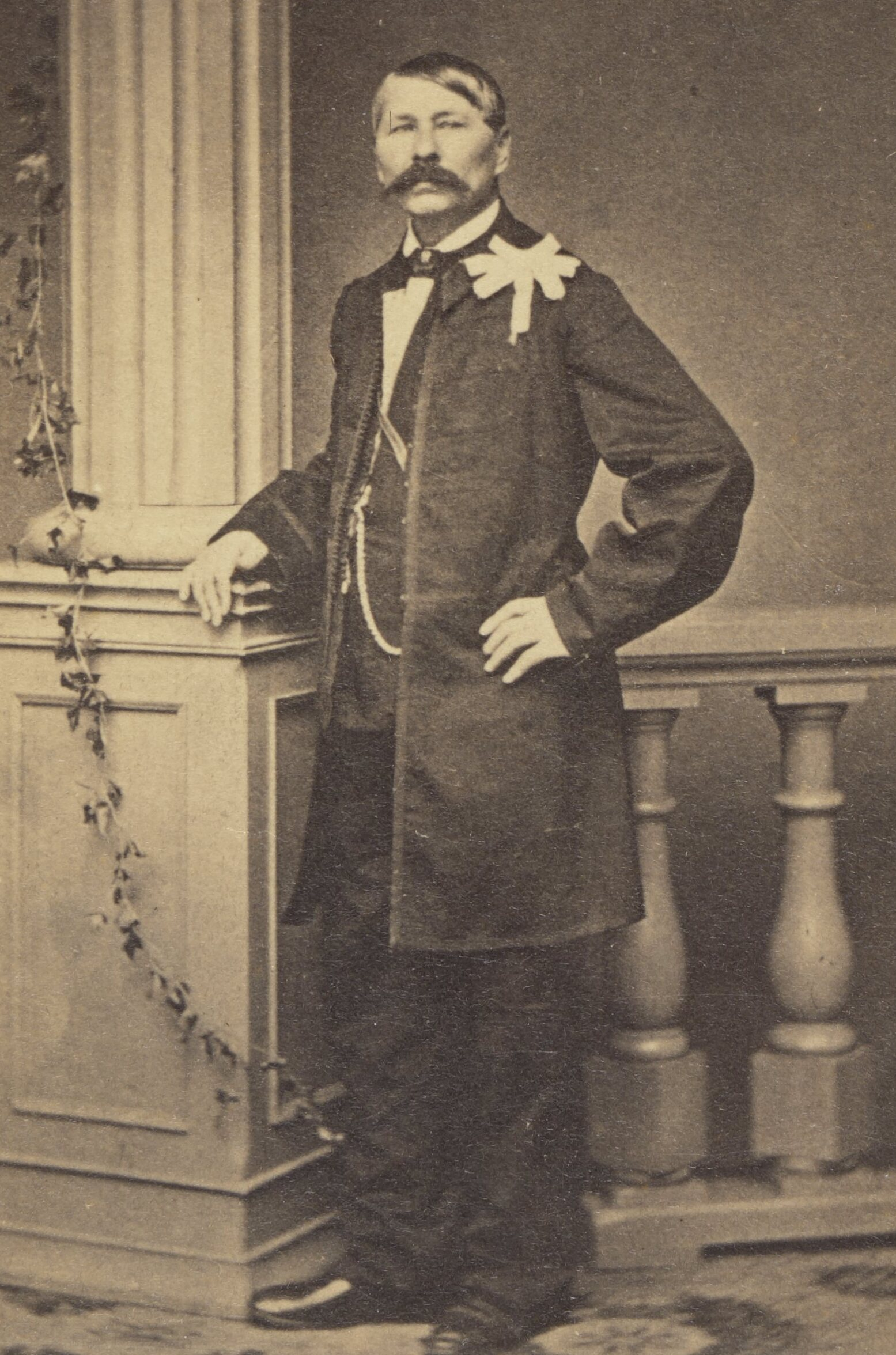
Pułkownik Dionizy Czachowski, jeden z naczelników powstania styczniowego

Ślady osadnictwa sięgają epoki żelaza (okres halsztacki) 500–400 lat p.n.e. (cmentarzysko).
Osada notowana już w średniowieczu.
W XVIII w. właścicielami wsi byli Niedabylowie herbu Bończa.
W 1810 urodził się tu Dionizy Czachowski (herbu Korab), jeden z przywódców powstania styczniowego.
W 1827 powołano Dobra Niedabyl, do których należała m.in. wieś Ślepietnica k. Kozienic.
Po powstaniu styczniowym wieś należała do gminy Stromiec.
W latach 1975–1998 miejscowość administracyjnie należała do województwa radomskiego.
Niedabyl jest rodzinną wsią Stanisława Kuklińskiego, męża Anny z Kotańców, ojca Ryszarda Jerzego Kuklińskiego urodzonego 13 czerwca 1930 w Warszawie. Ryszard Kukliński wielokrotnie przebywał w Niedabylu m.in. zaraz po wybuchu wojny. Ostatni raz Kukliński odwiedził rodzinną miejscowość ojca w kwietniu 1998, podczas ostatniej wizyty w Polsce.